# Sito Mfarinya
Sito Mfarinya – malawijski piłkarz grający na pozycji napastnika. W swojej karierze grał w reprezentacji Malawi.

## Kariera klubowa
W swojej karierze piłkarskiej Mfarinya grał w klubie Limbe Leaf Wanderers.

## Kariera reprezentacyjna
W reprezentacji Malawi Mfarinya zadebiutował w 1984 roku. W tym samym roku został powołany do kadry na Puchar Narodów Afryki 1984. Na tym turnieju zagrał w jednym meczu grupowym, z Algierią (0:3). W kadrze narodowej grał do 1987 roku.